# Oliver Schmitz
Oliver Schmitz (nascut el 1960) és un director de cinema i guionista sud-africà.
La seva pel·lícula Mapantsula es va projectar a la secció Un Certain Regard al 41è Festival Internacional de Cinema de Canes. La seva pel·lícula de 2010 Life, Above All was també va ser projectada a la secció Un Certain Regard del 63è Festival Internacional de Cinema de Canes i va ser seleccionada com a entrada sud-africana per al Millor pel·lícula en llengua estrangera als Premis Oscar de 2010. Va formar part de la llista de candidatures anunciada el gener de 2011.

## Filmografia selecta
- Mapantsula (1988)
- Hijack Stories (2000)
- Paris, je t'aime (2006)
- Allein unter Töchtern (2007)
- Fleisch (2008)
- Life, Above All (2010)
- Shepherds and Butchers (2016)

## Awards
- Nominada als Black Reel Awards 2012
- Black Reel Millor pel·lícula estrangera
- Festival Internacional de Cinema de Dubai 2010 Guanyat
- Festival Internacional de Cinema de Durban 2010 Va guanyar la millor pel·lícula sud-africana
- Muhr AsiaAfrica Premi Especial del Jurat Nominat
- Premi Muhr AsiaAfrica, Millor pel·lícula
- Premis Imatge 2012 Premi Imatge Nominada pel·lícula estrangera destacada
- Premis Leo 2011 al millor guió en un llargmetratge dramàtic Dennis Foon
- National Board of Review, 2010 premi NBR a les cinc millors pel·lícules estrangeres